# مارية غوستافسون
مارية غوستافسون (بالسويدية: Maria Gustafsson)‏ (و. 1946  م) هي كاتِبة، وممثلة، ومقدمة تلفزيونية من السويد، وإسبانيا.

## روابط خارجية
- مارية غوستافسون على موقع IMDb (الإنجليزية)